# 20a-hidroksisteroid dehidrogenaza
20a-hidroksisteroid dehidrogenaza (EC 1.1.1.149, 20alfa-hidroksi steroidna dehidrogenaza, 20alfa-hidroksi steroid dehidrogenaza, 20alfa-HSD, 20alfa-HSDH) je enzim sa sistematskim imenom 20alfa-hidroksisteroid:NAD(P)+ 20-oksidoreduktaza. Ovaj enzim katalizuje sledeću hemijsku reakciju
17alfa,20alfa-dihidroksipregn-4-en-3-on + NAD(P)+ {\displaystyle \rightleftharpoons } 17alfa-hidroksiprogesteron + NAD(P)H + H+
20a-hidroksisteroid dehidrogenaza je specifična u pogledu NAD(P)+ (cf. EC 1.1.1.62 estradiol 17beta-dehidrogenaza).

## Literatura
- Nicholas C. Price; Lewis Stevens (1999). Fundamentals of Enzymology: The Cell and Molecular Biology of Catalytic Proteins (Third изд.). USA: Oxford University Press. ISBN 019850229X.
- Eric J. Toone (2006). Advances in Enzymology and Related Areas of Molecular Biology, Protein Evolution (Volume 75 изд.). Wiley-Interscience. ISBN 0471205036.
- Branden C; Tooze J. Introduction to Protein Structure. New York, NY: Garland Publishing. ISBN 0-8153-2305-0.
- Irwin H. Segel. Enzyme Kinetics: Behavior and Analysis of Rapid Equilibrium and Steady-State Enzyme Systems (Book 44 изд.). Wiley Classics Library. ISBN 0471303097.

## Spoljašnje veze
- 20alpha-hydroxysteroid+dehydrogenase на 